# Wittensee
Der Wittensee (dänisch: Vittensø) ist ein eiszeitlicher Endmoränensee in der östlichen schleswig-holsteinischen Hügellandschaft. Er liegt im Süden des Naturparks Hüttener Berge im Städtedreieck Schleswig, Rendsburg, Eckernförde. Westlich des Sees liegt der kleinere Bistensee.

## Lage
Am Ufer des Sees liegen die Gemeinden Groß Wittensee, zu der der See gehört, Klein Wittensee und Bünsdorf. Der See hat mehrere Zuflüsse, wovon die Habyer Au, die an der Südostecke in den See mündet, der größte ist. Der Abfluss ist die Schirnau. Sie verlässt den See an seiner Südwestecke, führt ca. 3 km nach Süden und mündet beim Gut Schirnau in den Nord-Ostsee-Kanal. Vor dem Bau des Kanals mündete sie an derselben Stelle in die Eider.
Der Wittensee entstand durch die Weichseleiszeit: Der weichseleiszeitliche Ostseegroßgletscher teilte sich in Schleswig-Holstein in einen „Holsteiner Lobus“ und einen „Eckernförder Lobus“; der „Eckernförder Lobus“ wiederum teilte sich im heutigen Eckernförder Gebiet unter Ausnutzung einer (nach Ansicht einiger Geologen schon vor der Eiszeit angelegten) Tiefenlinie der Eckernförder Bucht in eine nördliche („Windebyer-Noor-Zunge“) und eine südliche („Wittensee-Goossee-Zunge“) Teileiszunge. Die nördliche Zunge formte u. a. die Hüttener Berge, die Wittensee-Goossee-Zunge die Duvenstedter Berge.
Gemäß Badegewässerrichtlinie überwachte Badestellen gibt es in Bünsdorf, Groß Wittensee (Seegarten) und an der Habyer Str. Die behördliche Überwachung der langjährigen Badestelle in Sande (Klein Wittensee) wurde 2016 aufgehoben. Ersatz gibt es seit Sommer 2017 mit der Badestelle beim Neubaugebiet „Am See“.